# Astatoreochromis
Рід налічує 3 видів риб родини цихлові.

## Види
- Astatoreochromis alluaudi Pellegrin 1904
- Astatoreochromis straeleni (Poll 1944)
- Astatoreochromis vanderhorsti (Greenwood 1954)